# S.O.I.L. Productions
S.O.I.L. Productions (Sight of an Ignored Landscape) is een Brussels productiehuis dat zich voornamelijk specialiseert in korte animatiefilms. 

## Geschiedenis
Het productiehuis werd in 1987 opgericht door Geert Van Goethem en Linda Sterckx. Zij zijn afkomstig uit de theater- en danswereld maar kwamen in de jaren tachtig toevallig met animatiefilm in contact.
In 2022 kwam de Portugese langspeelfilm Nayola uit, een film over drie generaties vrouwen die door de oorlog in Angola worden getroffen. De film werd geregisseerd door José Miguel Ribeiro en gecoproduceerd door S.O.I.L. Productions.